# Вовків (Солонківська сільська громада)
Во́вків — село в Україні, у Львівському районі Львівської області. Орган місцевого самоврядування — Солонківська сільська громада. Населення становить 218 осіб - 2017 рік. Герб села є промовистим.

## Географія
Відстань до Львова — 22 км. (через Липники).

## Населення
За даними всеукраїнського перепису населення 2001 року, у селі мешкала 291 особа. Мовний склад села був таким:
| Мова       | Число ос. | Відсоток |
| ---------- | --------- | -------- |
| українська | 291       | 100      |

## Історія
Перші письмові згадки про село датуються 1398 роком. З давніх часів громада села була активною. Зокрема, на початку XX століття у селі діяли осередки українських товариств «Рідна школа», «Сільський господар», а також торгові кооперативи. Як і в минулому, так і донині, головним доходом сімей було ведення особистого селянського господарства. Вже традиційним стало і те, що облаштування села проводиться всією громадою, зокрема, ремонт доріг, мостів.

## Пам'ятки

Костел Св. Марії Магдалини (1924)

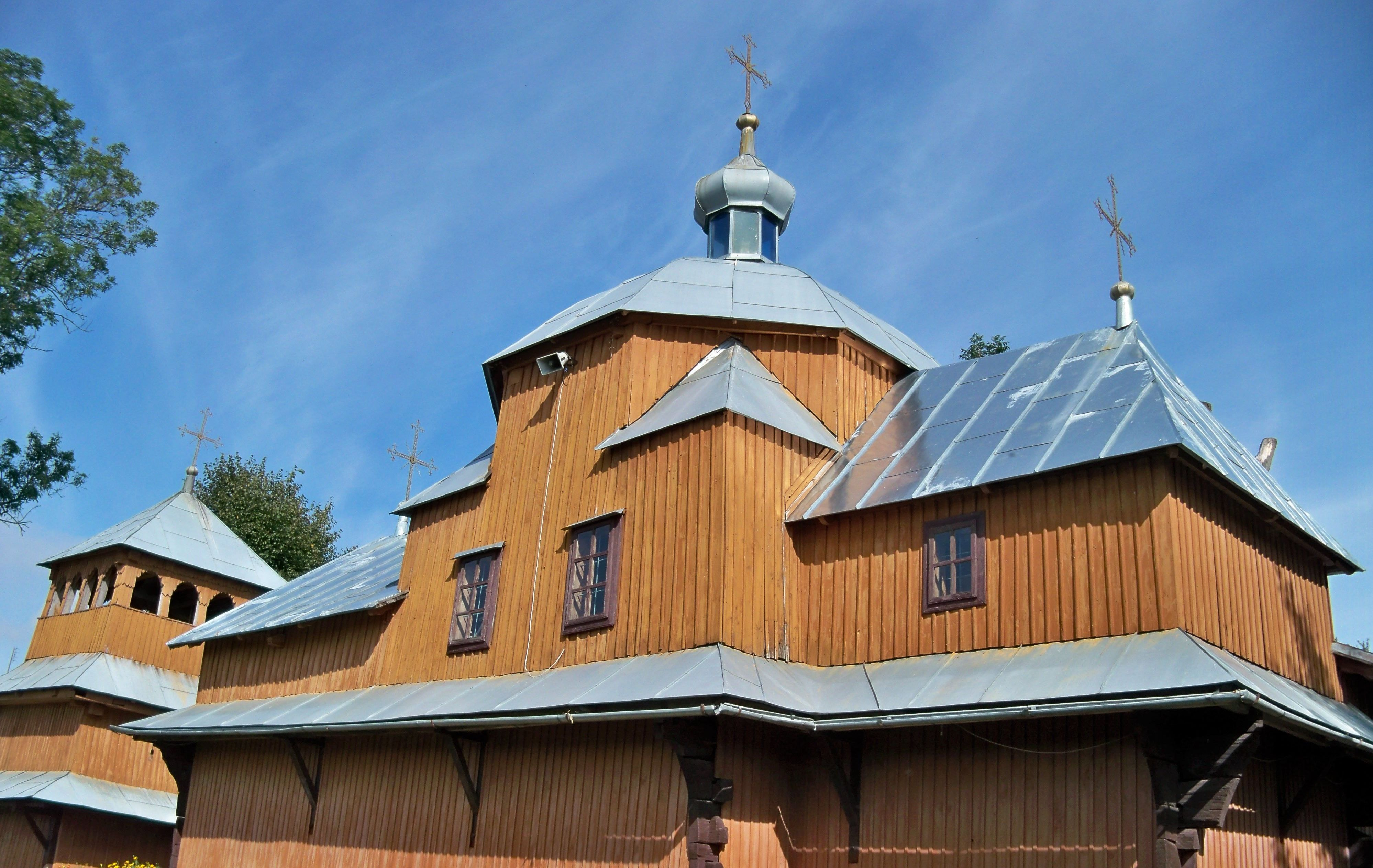
Церква Введення в Храм Пресвятої Богородиці

- Костел Святої Марії Магдалини[6], споруджений у 1924—1930 роках у стилі ар-деко за проєктом архітектора Броніслава Віктора. За радянських часів тут був склад мінеральних добрив. В костелі знімали перший український детектив «Злочин з багатьма невідомими» за мотивами твору Івана Франка. Будівля внесена до Реєстру пам'яток архітектури місцевого значення під охоронним № 1946-м[7].
- Дерев'яна церква Введення Пресвятої Богородиці з дзвіницею, споруджені у 1702—1706 роках. Будівлі внесені до Реєстру пам'яток архітектури місцевого значення під охоронними № 490/1-м та № 490/2-м відповідно[7].
- Художньо-меморіальний музей Устияновичів.
- Пам'ятник Корнилу Устияновичу, встановлений на території музею–садиби Устияновичів.

## Відомі люди

### Народилися
- Забранський Руслан Михайлович — український футболіст і тренер.
- Корнило Устиянович — маляр, представник класицизму й академізму в Галичині, письменник і публіцист, син о. Миколи Устияновича.

### Пов'язані з селом
- Іван Франко — перебував у селі, ходив пішки зі Львова.
- Ржегорж Франтішек — чеський етнограф; дослідник українського народного побуту і фольклору в Галичині. Мешкав у Вовкові у 1877—1890 роках.